# Turbo Pascal
Turbo Pascal és un complet sistema de desenvolupament de programari que inclou un compilador i un entorn integrat de desenvolupament (IDE) per al llenguatge de programació Pascal, desenvolupat per Borland sota el lideratge de Philippe Kahn.
Va ser llançat el 1983 per a MS-DOS, CP/M, CP/M-86 i, posteriorment, per a Microsoft Windows. També hi va haver una versió de curta vida per a Apple Macintosh.

## Borland Pascal
El nom Borland Pascal va ser generalment reservat per als paquets de gamma alta per a Microsoft Windows (amb més biblioteques i la biblioteca estàndard de codi font), mentre que la versió original, més barata i àmpliament coneguda, va ser venuda com a Turbo Pascal.

## Versions
Borland va llançar cinc versions de Turbo Pascal: 1.0, 3.02, 4, 5 i 5.5 per a MS-DOS.
Va ser substituït per Borland Delphi.

## Exemples
- Pascal no distingeix entre majúscules i minúscules.
- Històricament, els comentaris de Pascal s'indiquen { així }, o (* com aquest *), i aquests poden estendre's per qualsevol nombre de línies. Versions posteriors de Borland Pascal també donaven suport a comentaris a l'estil de C++, // així, que acaben a la fi de la línia.

Aquest és el programa clàssic d'Hola món a Turbo Pascal:
```
begin

WriteLn
(
'Hola món'
)
;

end
.

```

Aquest programa demana el nom d'una persona i ho escriu 100 vegades a la pantalla:
```
program
 
WriteName
;

var
 
i
 
:
 
Integer
;
 
{variable to be used for looping}

 
Name
 
:
 
String
;
 
{declares the variable Name as a string}

begin

Write
(
'Sisplau, teclegi el seu nom: '
)
;

ReadLn
(
Name
)
;
 
{ReadLn returns the string entered by the user}

for
 
i
 
:=
 
1
 
to
 
100
 
do
 
begin

 
WriteLn
(
'Hola '
,
 
Name
)
;

end
;

end
.

```